# Selección juvenil de rugby 7 de Argentina
La selección juvenil de rugby 7 de Argentina es el equipo nacional juvenil de la modalidad de rugby 7 (7 jugadores) y está regulada por la Unión Argentina de Rugby.
Representa a Argentina en los torneos suramericanos disputados de la especialidad.

## Historia
En 2022 participó de la primera edición de los Juegos Suramericanos de la Juventud de Rosario 2022 obteniendo la medalla de oro.

## Participación en copas

### Juegos Olímpicos de la Juventud
- Nankín 2014: 2° puesto
- Buenos Aires 2018: 1° puesto [1]

### Juegos Panamericanos de la Juventud
- Asunción 2025: 1° puesto

### Juegos Suramericanos de la Juventud
- Rosario 2022: 1º puesto [2]

### Seven Sudamericano JuvenilM20
- Chile 2018: no participó

### Seven Sudamericano JuvenilM18
- Chile 2018: Campeón

## Palmarés
- Juegos Olímpicos de la Juventud (1): 2018

- Juegos Panamericanos Junior (1): 2025

- Juegos Suramericanos de la Juventud (1): 2022

- Seven Sudamericano Juvenil M18 (1): 2018